# Roavviskäidi
Roavviskäidi är en kulle i Finland. Den ligger i Utsjoki kommun i landskapet Lappland, i den norra delen av landet, 1 100 km norr om huvudstaden Helsingfors. Toppen på Roavviskäidi är 420 meter över havet, eller 110 meter över den omgivande terrängen. Bredden vid basen är 3,2 km. Roavviskäidi ingår i Paistunturit.
Terrängen runt Roavviskäidi är kuperad åt nordväst, men åt sydost är den platt.  Trakten runt Roavviskäidi är nära nog obefolkad, med mindre än två invånare per kvadratkilometer. Omgivningarna runt Roavviskäidi är i huvudsak ett öppet busklandskap.